# دوقية فريولي

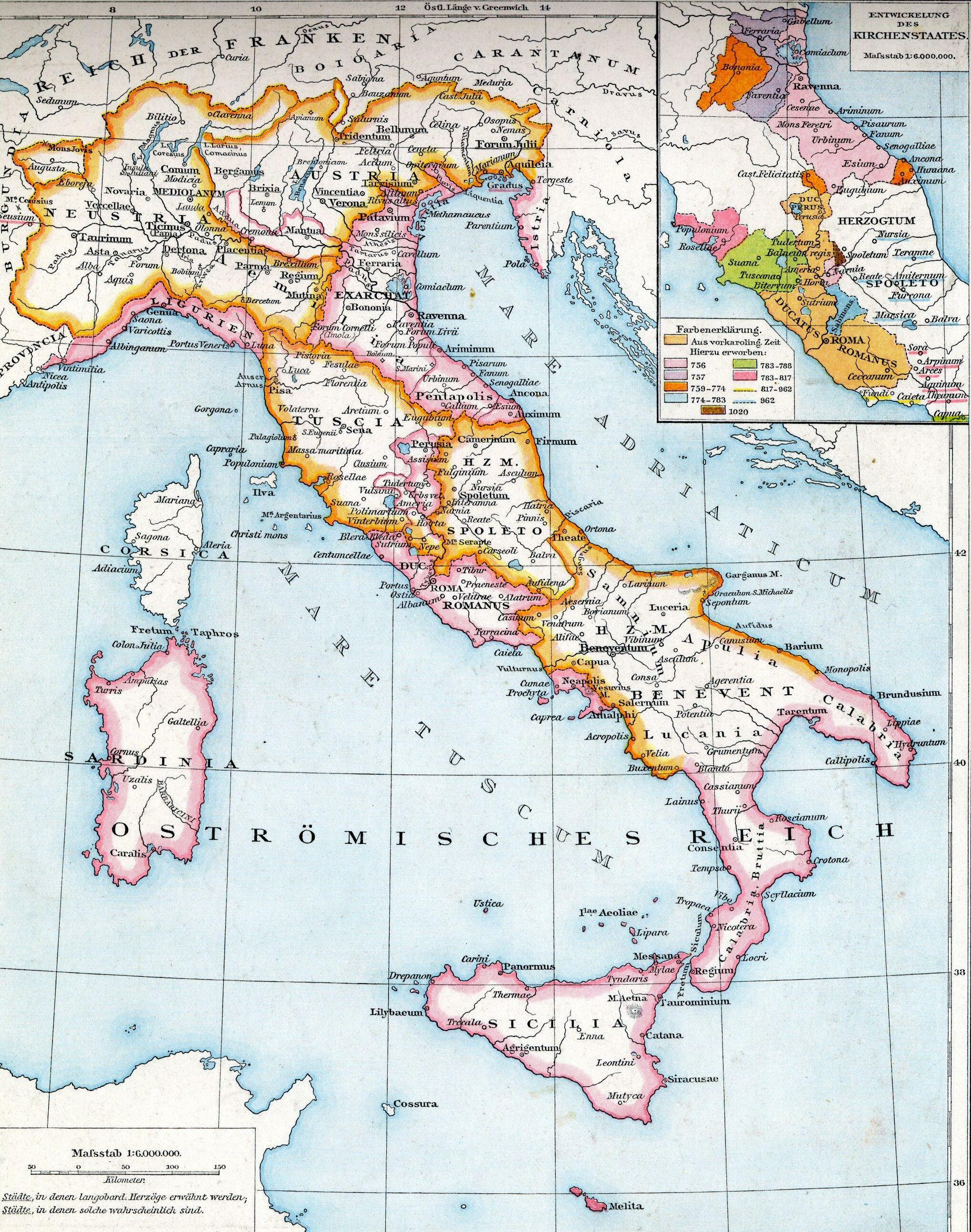

كانت دوقية فريولي واحدة من الدوقيات اللومباردية الكبرى وأولها نشوءًا. كانت حاميًا هامًا للحدود بين إيطاليا اللومباردية والسلاف. إضافة إلى جنب دوقيات سبوليتو وبينيفنتو وترينت، حاول حكام فريولي في كثير من الأحيان الاستقلال عن السلطة الحاكمة في بافيا.

## طالع أيضًا
- قائمة بدوقات ومارغريفات فريولي